# Titus Turner
Titus Turner (Atlanta, 1 mei 1933 – aldaar, 13 september 1984) was een Amerikaanse r&b- en blueszanger en songwriter. Zijn best herinnerde opnamen zijn We Told You Not to Marry en Sound-Off. Hij schreef Leave My Kitten Alone, Sticks and Stones en Tell Me Why.

## Biografie
Turner werd geboren in Atlanta, Georgia. Zijn debuutsingle Where Are You werd in 1950 uitgebracht door Aladdin Records op naam van Mr. T en zijn band. Een andere single Stop Trying to Make a Fool of Me werd in 1951 uitgebracht door Regal Records. Een jaar later nam hij acht nummers op voor Okeh Records, waaronder Got So Much Trouble. Vervolgens nam hij op voor Wing, een afdruk van Mercury Records, maar hij was pas commercieel succesvol in 1955, toen zijn All Around the World werd opgenomen door Little Willie John. De andere versie Grits Is not Groceries was van Little Milton.
Turner en John schreven toen samen Leave My Kitten Alone, waarvan coverversies werden opgenomen door Johnny Preston, The Beatles en Elvis Costello. In 1959 bracht King Records Turners eerste hitsingle The Return of Stagolee uit, een antwoordnummer op Stagger Lee van Lloyd Price Hij herhaalde de truc met zijn volgende publicatie We Told You Not to Marry, een antwoord op I'm Gonna Get Married, ook van Price. In 1960 nam Ray Charles Turners nummer Sticks and Stones op, waarvan er door de jaren heen vele coverversies zijn uitgegeven. In 1961 had Turner zijn grootste solo-succes met Sound-Off, dat afkomstig was van het enige album dat hij ooit heeft uitgebracht. Het nummer werd beschreven door Joel Whitburn in Top Pop Singles 1955-2002 als een populair marslied van het Amerikaanse leger, die in 1951 een #3-hit was voor Vaughn Monroe.
Latere singles konden geen markt vinden en Turner nam in de jaren 1960 op voor vele labels zonder verder tastbaar succes. Deze omvatten Eye to Eye (Okeh, 1966). Zijn laatste publicatie was de song His Funeral, My Trial, die hij in 1969 schreef.

## Overlijden
Titus Turner overleed in september 1984 op 51-jarige leeftijd.

## Opmerkelijke credits voor songwriting
- All Around the World, ook bekend als Grits Ain't Groceries (Turner)
- Big John (Turner)
- Get on the Right Track Baby (Turner)
- Hey Doll Baby (Traditional music, Turner)
- Hold Your Loving (Bernice Snelson, Turner)
- If It's Good (Julia Lee, Turner)
- Leave My Kitten Alone (Little Willie John, James McDougal, Turner)
- Little Girl Lost (Luther Dixon, Lou Harrison, Turner)
- Living in Misery (Turner)
- Lotus Blossom (Julia Lee, Turner)
- People Sure Act Funny (Bobby Robinson, Turner)
- Soulville (Henry Glover, Morris Levy, Dinah Washington, Turner)
- Sticks and Stones (Turner)
- Stop the Pain (Turner)
- Tell It Like It Is (Turner)
- Tell Me Why (Turner)

## Discografie

### Albums
- 1961: Sound Off, Jamie Records

### Compilation albums
- 1990: Soulville: Golden Classics, Collectables Records
- 1994: Sound Off: The Jamie Masters, Bear Family
- 1998: Titans of R&B, Red Lightnin'
- 2005: 1949–1954, Classics R&B

### Chart singles
- 1959: Return of Stagolee (King Records)
- 1959: We Told You Not to Marry (Glover)
- 1961: Sound-Of (Jamie Records)

- Bibliothèque nationale de France: cb148388345 (data)
- International Standard Name Identifier: 0000 0000 6595 608X
- Library of Congress Control Number: no99003518
- MusicBrainz: 682ed507-00c2-4e24-b4ed-97df6b912dec
- Nationale Bibliotheek van Israël: 987007290224205171
- Istituto Centrale per il Catalogo Unico: DDSV064343
- Virtual International Authority File: 90737002
- WorldCat: E39PBJcwxptMvyrWvHq43TpVmd